# Blondinskämt
Ett blondinskämt baseras på föreställningen att en blond kvinna är dum, men klarar sig på sitt sköna yttre. I grövre blondinskämt driver man oftast med att blondiner skulle vara lättfotade och ha en stor sexuell umgängeskrets. Blondinskämt kan upplevas som sexistiska och kvinnoförnedrande och kan därför väcka anstöt. Man kan hitta blondinskämt i böcker och på internet.